# Psychotria stellaris
Psychotria stellaris är en måreväxtart som beskrevs av Johannes Müller Argoviensis. Psychotria stellaris ingår i släktet Psychotria och familjen måreväxter. Inga underarter finns listade i Catalogue of Life.